# Zgoša
Zgoša je naselje v Občini Radovljica. 
Kraj Zgoša je poimenovan po istoimenskem potoku (Zgoša), ki se danes krajevno imenuje tudi Begunjščica.Spada v KS Begunje.